# Deputati della V legislatura del Regno di Sardegna
Questo elenco riporta i nomi dei deputati della V legislatura del Regno di Sardegna.

## A
- Matteo Agnes
- Antonio Airenti
- Giuseppe Airenti
- Domenico Amaretti
- Francesco Annoni di Cerro
- Casimiro Ara
- Giuseppe Arconati Visconti
- Mathias Arminjon
- Giuseppe Arnulfo
- Giacomo Arrigo
- Giorgio Asproni
- Giacomo Astengo
- Giulio Avigdor
- Alessandro Avogadro di Casanova
- Carlo Avondo

## B
- Luigi Baino
- Francesco Balbi Senarega
- Federico Barbier
- Luigi Beldì
- Giorgio Bellono
- Livio Benintendi
- Gaspare Benso
- Ignazio Berruti
- Secondo Bersezio
- Domenico Berti
- Bernardino Bertini
- Giovanni Battista Bertini
- Giuseppe Bertoldi
- Giovanni Bezzi
- Giuseppe Biancheri
- Giovanni Bianchetti
- Alessandro Bianchi
- Balthazard Billiet
- Maurice Blanc
- Pierre Blanc
- Angelo Bo
- Luigi Bolmida
- Vincenzo Bolmida
- Carlo Bon Compagni di Mombello
- Bartolomeo Bona
- Alessandro Borella
- Luigi Botta
- Giovan Battista Bottero
- Alessandro Bottone di San Giuseppe
- Pietro Boyl di Putifigari
- Giuseppe Brignone
- Angelo Brofferio
- Alessandro Bronzini Zapelloni
- Benedetto Brunati
- Carlo Brunet
- Léon Brunier
- Giuseppe Bruschetti
- Domenico Buffa
- Giovanni Buraggi
- Bonaventura Buttini

## C
- Cesare Cabella
- Stanislao Caboni
- Carlo Cadorna
- Raffaele Cadorna
- Giuseppe Cambieri
- Angelo Campana
- Giovanni Battista Canalis
- Romualdo Cantara
- Vincenzo Capriolo
- François Carquet
- Giacomo Carta
- Michele Casaretto
- Giovanni Battista Cassinis
- Michelangelo Castelli
- Giovanni Cattaneo Gianotti
- Giovanni Cavalli
- Gaspare Cavallini
- Camillo Benso, conte di Cavour
- Gustavo Benso di Cavour
- Timoléon Chapperon
- Joseph-Agricola Chenal
- Desiderato Chiaves
- Felice Chiò
- Lorenzo Cobianchi
- Alessandro Colli
- Giuseppe Cornero
- Cesare Correnti
- Luigi Corsi
- Pantaléon Costa de Beauregard
- Ignazio Costa della Torre
- Antonio Costa
- Saverio Crosa
- Efisio Cugia

## D
- Maurizio d'Alberti della Briga
- Efisio Flores d'Arcais
- Antonio d'Ittiri Ledà
- Lodovico Daziani
- Angelo De Benedetti
- Salvator Angelo De Castro
- Ippolito De Chambost
- Giovanni de Foresta
- Gaetano De Marchi
- Gustave de Martinel
- Hippolyte Gerbaix de Sonnaz
- Charles de Viry
- Eugène De Viry
- Carlo Decandia
- Vittorio Delfino
- Gavino Delitala
- Clemente Solaro della Margarita
- Emiliano Avogadro della Motta
- Carlo Demaria
- Agostino Depretis
- Charles-Marie-Joseph Despine
- Giacomo Durando

## F
- Bernardino Falqui Pes
- Gavino Fara
- Maurizio Farina
- Paolo Farina
- Luigi Carlo Farini
- Luigi Fecia di Cossato
- Niccolò Ferracciu
- Vincenzo Ferrero Ponziglione
- Giovanni Battista Frescot

## G
- Antonio Gallenga
- Francesco Gallisai
- Domenico Gallo
- Giovanni Filippo Galvagno
- Giovanni Battista Garibaldi
- Pietro Luigi Gastinelli
- Luigi Genina
- Giuseppe Gerbore
- Germano Germanetti
- Bartolomeo Geymet
- Lorenzo Ghiglini
- Giacomo Gianolio
- Francesco Gilardini
- Giuseppe Ginet
- Antonio Giovanola
- Luigi Girod De Montfalcon
- Giuseppe Graffigna
- Giuseppe Michele Grixoni
- Francesco Guglianetti
- Alexandre Guillet

## I
- Giuseppe Imperiali
- Ferdinando Isola

## J
- Joseph Jacquier-Châtrier

## L
- Alfonso La Marmora
- Albert-Eugène Lachenal
- Giovanni Lanza
- Carlo Laurenti Robaudi
- Pietro Efisio Leo
- Antoine Louaraz

## M
- Giuseppe Malan
- Cristoforo Mameli
- Giorgio Mameli
- Terenzio Mamiani
- Antonio Mantelli
- Giuseppe Marassi
- Domenico Marco
- Carlo Domenico Mari
- Diego Marongiu
- Jean-Laurent Martinet
- Alessandro Martelli
- Giuseppe Martin
- Antonio Mathieu
- Massimo Mautino
- Andrea Mazza
- Pietro Mazza
- Luigi Melegari
- Filippo Mellana
- Luigi Federico Menabrea
- Bernardo Mezzena
- Alessandro Michelini
- Giovanni Battista Michelini
- Vincenzo Maria Miglietti
- Camillo Miglioretti
- Alberto Minoglio
- Guglielmo Moffa di Lisio Gribaldi
- Cristoforo Moia
- Pietro Giuseppe Mongellaz
- Pietro Monticelli
- Luigi Mossi
- Domenico Musso

## N
- Serafino Naytana
- Giovanni Battista Niccolini
- Gavino Nino
- Giovanni Notta

## O
- Giovanni Battista Oytana

## P
- Pietro Paleocapa
- Giorgio Pallavicino Trivulzio
- Francesco Pallavicino
- Diodato Pallieri
- Lorenzo Pareto
- Ilario Filiberto Pateri
- Alessandro Pernati di Momo
- Matteo Pescatore
- Agostino Petitti Bagliani di Roreto
- Giacomo Peyrone
- Carlo Pezzani
- Giuseppe Piacenza
- Giacomo Piane
- Domenico Picinelli
- Emilio Pistone
- Vincenzo Polleri
- Secondo Polto
- Gustavo Ponza di San Martino
- Antonio Porqueddu
- Angelo Pugioni

## Q
- Luigi Zenone Quaglia

## R
- Urbano Rattazzi
- Amedeo Ravina
- Giulio Rezasco
- Ernesto Ricardi di Netro
- Carlo Riccardi
- Vincenzo Ricci
- Nicolò Richetta
- Giuseppe Robecchi
- Vittorio Emanuele Roberti
- Faustino Rocci
- Gerolamo Rodini
- Pietro Rossi
- Michel Roux Vollon
- Gian Luigi Rubin

## S
- Ruggiero Gabaleone di Salmour
- Giovanni Antonio Sanguineti
- Pietro Sanna Denti
- Giuseppe Sanna Sanna
- Carlo Santa Croce Villahermosa
- Giuseppe Sappa
- Giuseppe Saracco
- Leandro Saracco
- Damiano Sauli
- Gavino Scano
- Carlo Felice Scapini
- Gregorio Sella
- Francesco Maria Serra
- Gian Carlo Serra
- Orso Serra
- Riccardo Sineo
- Antonio Siotto Pintor
- Vittorio Antonio Solari
- Paolo Solaroli di Briona
- Aristide Timoteo Somis di Chavrie
- Germain Sommeiller
- Giovanni Battista Spano
- Domenico Spinola
- Tommaso Spinola
- Francesco Sulis

## T
- Sebastiano Tecchio
- Luigi Tegas
- Ottavio Thaon di Revel
- Giovanni Antonio Tola
- Pasquale Tola
- Luigi Torelli
- Giovanni Battista Tuveri

## V
- Lorenzo Valerio
- Angelo Valvassori
- Luigi Vicari
- Giovanni Vitelli Simon

## Z
- Antonio Zirio